# Grzegorz Schetyna
Grzegorz Juliusz Schetyna (Opole, 18 de febrero de 1963) es un político polaco de la Plataforma Cívica, que a mediados de 2010 desempeñó durante un mes el cargo de presidente en funciones de la República de Polonia.

## Trayectoria
Tras la trágica muerte, el 10 de abril de 2010, del presidente Lech Kaczyński en accidente de aviación, por disposición constitucional la presidencia en funciones del país fue ejercida interinamente por el presidente del Sejm (Parlamento) polaco, Bronisław Komorowski. Tras ganar las elecciones presidenciales el 4 de julio del mismo año, Komorowski dimitió como miembro del Sejm el 8 de julio. En ese mismo día, Schetyna fue elegido nuevo presidente de Sejm, y por tanto ocupó la presidencia interina de Polonia hasta la investidura formal de Komorowki como presidente, el 6 de agosto.